# وانغ هونينغ
وانغ هونينج (بالصينية: 王沪宁؛ المولود في 6 أكتوبر 1955) هو منظّر سياسي صيني وواحد من أهم قادة الحزب الشيوعى الصينى الحاكم في الصين، وعضو حالي في اللجنة الدائمة للمكتب السياسي للحزب الشيوعي الصيني (اعلى لجنة لصنع القرار في الصين) ومن أهم أعضاء سكرتارية اللجنة المركزية للحزب الشيوعي الصيني. شغل منصب سكرتير سكرتارية اللجنة المركزية للحزب الشيوعي الصيني بين عامي 2007 و2012، ورئيس المكتب المركزي لأبحاث السياسات منذ عام 2002. عُين رئيسًا للجنة المركزية لتوجيه بناء الحضارة الروحية في نوفمبر 2017.
يعتقد بأن وانغ كان أحد المهندسين الرئيسيين وراء الإيديولوجيات السياسية الرسمية لثلاثة قادة دائمين للصين وهي سياسة «التمثيلات الثلاثة» الموضوعة من قبل الرئيس الصيني السابق جيانغ زيمين، ومفهوم التنمية العلمية من قبل الرئيس الصيني السابق هو جين تاو، والحلم الصيني وأفكار وشي جين بينغ من قبل الرئيس الصيني الحالي شي جين بينغ.

## النشأة
ولد وانج في شنغهاي، ويرجع أصله إلى مقاطعة يي في مقاطعة شاندونغ. اسم وانغ، «هونينج»، يعني حرفيا «شنغهاي ونانجينغ». أوصى وانغ بدخول جامعة شنغهاي للمعلمين في عام 1974 لدراسة اللغة الفرنسية. وقد التحق بقسم السياسة الدولية في جامعة فودان عام 1977 لمتابعة دراسته العليا، أثناء إجراء بحث في أكاديمية شنغهاي للعلوم الاجتماعية. كان معلمه تشن كيرين ووانغ بانغزو. بعد التخرج، بقي وانغ في جامعة فودان، وبحلول عام 1985 تم تعيينه أستاذًا للقانون في سن 30، ليصبح أصغر أستاذ قانون في تاريخ الجامعة.
في عام 1988، كان وانج باحثًا زائرًا في الولايات المتحدة لمدة ستة أشهر، وقضى الأشهر الثلاثة الأولى في جامعة أيوا، وثلاثة أسابيع في جامعة كاليفورنيا، بيركلي، وزيارة العديد من الجامعات الأخرى. أدت هذه التجربة إلى كتابه عام 1991 أمريكا ضد أمريكا. في عام 2021، تلقى الكتاب اهتمامًا متجددًا في أعقاب اقتحام مبنى الكابيتول بالولايات المتحدة، حيث ارتفعت اسعار بعض النسخ المستخدمة من الكتاب إلى 16600 يوان (2500 دولار) على مواقع التحف.
ابتداءً من الثمانينيات، كتب وانغ أعمدة ومقالات للعديد من المنشورات الحزبية وظهر مرة واحدة على غلاف المجلة الإخبارية بانيوتان (半月谈). اجتذب عمله انتباه القادة السياسيين في شنغهاي. في عام 1993، قاد وانغ فريق مناظرة طلاب فودان للمشاركة في مسابقة مناظرة كلية دولية باللغة الصينية عقدت في سنغافورة. فاز الفريق بالبطولة بين عامي 1988 و1993، مما عزز سمعة وانغ بشكل كبير.

## الحياة السياسية
منذ عام 1995، تمت إحالة وانغ للعمل لدى السلطات المركزية للحزب بناءً على توصية من كبار السياسيين في شنغهاي زنغ تشينغ هونغ وو بانغ قوه، وكلاهما حافظ على علاقات وثيقة مع الأمين العام للحزب آنذاك جيانغ زيمين. ترأس وانغ في البداية فريق البحث السياسي في المكتب المركزي لبحوث السياسات، وتمت ترقيته في أبريل 1998 إلى نائب مدير المكتب. بعدها تمت ترقيته إلى منصب مدير المكتب عام 2002. كان وانغ يُنظر إليه على أنه أحد القوى العقلية الرئيسية لجيانغ تسه مين وشارك في صياغة أيديولوجية «التمثيلات الثلاثة»، والتي تعتبر المساهمة النظرية الرئيسية لجيانغ في المعجم الأيديولوجي للحزب.
في نوفمبر 2007، تم قبول وانغ في سكرتارية الحزب الشيوعي الصيني. بدأ يرافق الأمين العام هو جينتاو في رحلات خارجية، ولعب دورًا رائدًا في صياغة إيديولوجية «النظرة العلمية للتنمية» لهو جينتاو.
تم انتخابه في المكتب السياسي الثامن عشر للحزب الشيوعي الصيني في نوفمبر 2012، ليصبح أول مدير لمكتب أبحاث السياسات يشغل مقعدًا في مجلس النخبة الحاكم. بعد تولي شي جين بينغ منصب الأمين العام للحزب الشيوعي الصيني في نوفمبر 2012، عزز وانغ علاقة وثيقة مع شي، وظهر مرة أخرى كواحد من الأعضاء المركزيين في الوفد المرافق لشي في الرحلات الدولية، ويُنظر إليه على أنه أحد أقرب أعضاء شي. المستشارين. وقد ساعد في بناء إيديولوجيات «الحلم الصيني» و «فكر شي جين بينغ».
كان وانغ عضوًا في اللجنة المركزية 16 و 17 و 18 للحزب الشيوعي الصيني، وهو حاليًا عضو في اللجنة التاسعة عشرة.
قام وانغ بتأليف العديد من الكتب، بما في ذلك منطق السياسة - مبدأ السياسة الماركسية، أمريكا ضد أمريكا، مقدمة عامة للسياسة الجديدة، تحليل السياسة الغربية الحديثة، تحليل السياسات المقارنة ومسابقة النقاش في مدينة ليون.
تم اختيار وانغ ليكون عضوًا في اللجنة الدائمة للمكتب السياسي التاسع عشر، أعلى هيئة لصنع القرار في الصين، في الجلسة العامة الأولى للجنة المركزية الـ19 للحزب الشيوعي الصيني في 25 أكتوبر 2017.

## الحياة الشخصية

### العائلة
انتهت علاقته مع زوجته الأولى، تشو تشي، التي تكبره بثلاث سنوات، بالطلاق بعد أن ذهب إلى زونغانهاي في عام 1996. لم يكن لديهم أطفال. تزوج في وقت لاحق من ممرضة في زونغانهاي، ولديهم طفل واحد.

### تصورات الجمهور
بصفته كبير مساعدي شي جين بينغ للسياسة الخارجية، وُصف من قبل صحيفة هانكيوريه الكورية الجنوبية بأنه «كيسنجر الصين». وأيضًا قورن في صحيفة الجارديان بهنري كيسنجر.

## مؤلفاته
- 1995، الحياة السياسية
- 1994، المنطق السياسي
- 1993 مناظرة في قلعة الأسد
- 1991، أمريكا ضد أمريكا
- 1991، ثقافة أسرة القرية الصينية المعاصرة
- 1990، الفساد ومكافحة الفساد: دراسة مشكلة الفساد المعاصرة
- 1990، مكافحة الفساد: تجربة في الصين
- 1989، مجموعة وانغ هونينغ
- 1989 تحليل البيئة الإدارية
- 1988، مقدمة في الإدارة العامة
- 1988، تحليل السياسة الغربية المعاصرة
- 1987، تحليل السياسة المقارنة
- 1987 السيادة الوطنية

## روابط خارجية
- سيرة وانغ هونينغ شينخوا
- وانغ هونينج: ترياق الصين لسياسة الرجل القوي